# Musongati FC
Der Musongati Football Club ist ein burundischer Fußballklub mit Sitz in der Stadt Gitega.

## Geschichte
Der Klub wurde im Jahr 2006 gegründet. Die Quellenlage danach ist etwas widersprüchlich, es ist aber bekannt, dass die Mannschaft des Klubs in den folgenden Jahren im nationalen Pokal zumindest ein paar Achtungserfolge einfahren konnte. In der Saison 2014/15 musste das Team zwischenzeitlich aus der Ligue B wieder absteigen. Ob dieser Abstieg aber wirklich wahrgenommen wurde, ist zu bezweifeln, da der Klub nach der Folgesaison in die erste Liga des Landes aufsteigen durfte. Hier platzierte man sich dann nach der Spielzeit 2016/17 mit 49 Punkten auf dem fünften Platz. Das wohl beste Ergebnis in dieser Liga bislang, gelang dann am Ende der Saison 2018/19, wo man mit 55 Punkten den Vizemeistertitel einfuhr. Dies konnte man mit 56 Punkten und einem weiteren Zweiten Platz in der darauffolgenden Spielzeit aber auch noch einmal toppen. Nebst der Liga, gelang im Jahr 2020 aber mit dem Gewinn des Pokals auch der erste Titel. Hier besiegte man den Rukinzo FC mit einem 5:4-Sieg im Elfmeterschießen. Bis heute spielt der Klub weiter in der höchsten Spielklasse.

## Erfolge
- Burundischer Pokalsieger: 2020
- Burundischer Pokalfinalist: 2025
- Burundischer Superpokalsieger: 2020

## Stadion
Der Verein trägt seine Heimspiele im Stade de Gitega in Gitega aus.